# KOA (Hörfunksender)
KOA  ist ein US-amerikanischer Hörfunksender aus Denver im US-Bundesstaat Colorado. Der Sender gehört dem Medienunternehmen iHeartMedia. KOA versorgt Denver-Boulder und Colorado Springs und sendet ein News- und Talk-Format.

## Geschichte
KOA begann 1924 mit dem Sendebetrieb. Die Station gehörte General Electric. Zunächst mit 5 kW steigerte sie 1927 ihre Leistung auf 12,5 kW. Am 7. Juli 1934 wurde die Leistung auf 50 kW angehoben, mit der sie bis heute auf der Mittelwelle sendet. KOA ist seitdem die dominante Clear-Channel-Station auf MW 850 kHz in Nordamerika: Nachts kann ihr Signal in 30 Staaten der USA, in fast ganz Kanada und in Mexiko gehört werden.
Von 1981 bis 1984 hatte der bekannte Radiomoderator Alan Berg seine Show bei KOA. Er wurde 1981 von KOA unter Vertrag genommen und debütierte am 23. Februar 1981 bei der Station. Als Syndikatsendung wurde die Alan Berg Show in 30 US-Staaten empfangen. Berg vertrat liberale gesellschaftliche und politische Ansichten. Bekannt war Berg dafür, seine Anrufer so lange zu verärgern, bis diese die Beherrschung verloren und Berg sie daraufhin beschimpfte. Berg wurde am 18. Juni 1984 von Neonazis der Gruppe „The Order“ vor seinem Haus in Denver aus politischen Gründen ermordet.
In den 1990er-Jahren wurde KOA-AM zur führenden Station auf dem Radiomarkt von Denver. Nach dem „Telecom Act“ von 1996, der es fortan erlaubte mehrere Stationen auf einem Markt zu besitzen, übernahm der damalige Besitzer Jacor den Klassik-Rock-Sender KRFX, KBCO (Addult Alternative), KBPI (Rock) und KHOW 630 (Talk) sowie KTLK 760 (Talk).

## Programm
Bei KOA läuft u. a. die Show von Mandy Connell. 2016 wurde sie auf Platz 49 der „Heavy Hundred“ Talkhosts geführt und ist eine der wenigen Frauen in dem Ranking. Ihre Show wird US-weit syndicated.